# Gibbula divaricata
Gibbula divaricata is een zeeslakkensoort die behoort tot de familie Trochidae. De soort komt voor in de Middellandse Zee.

## Kenmerken
De schelp is 23 millimeter hoog en 19 millimeter breed, is kegelvormig en heeft 6 windingen. De kleur is groengeel tot geelgroen. De dieren leven op stenen en algen.